# Sleep Somehow
Sleep Somehow (englisch für ‚Irgendwie schlafen‘) ist ein Lied des deutschen Synthiepop-Duos Wolfsheim. Das Stück erschien als Promo-Tonträger aus ihrem vierten Studioalbum Spectators und Teil des Soundtracks zu Straight Shooter.

## Entstehung und Artwork
Geschrieben wurde das Lied gemeinsam von den beiden Wolfsheim-Mitgliedern Peter Heppner und Markus Reinhardt. In Zusammenarbeit mit José Alvarez-Brill produzierten die beiden auch die Single. Gemastert wurde das Stück im Original in den Hamburger Master & Servant Studios, unter der Leitung von Tom Meyer. Die Single wurde von SST Brüggemann, unter der Leitung von Daniel Krieger, gemastert. Die Single wurde unter dem Musiklabel Strange Ways Records veröffentlicht und durch Indigo vertrieben. Die Aufnahmen erfolgten im belgischen The Factory Tonstudio. Auf dem Cover der Maxi-Single ist lediglich der Aufdruck der Single zu sehen.

## Veröffentlichung und Promotion
Die Erstveröffentlichung von Sleep Somehow erfolgte am 29. Januar 1999, als Teil von Wolfsheims vierten Studioalbum Spectators, in Deutschland. Am 12. April 1999 erschien eine Remixversion des Liedes auf dem Soundtrack zu Thomas Bohns Action-Kinofilm Straight Shooter. Drei Monate später wurde Sleep Somehow (Remix) als Promo-Single am 26. Juli 1999 veröffentlicht. Die Single wurde lediglich als 12"-Vinylplatte und nicht als CD veröffentlicht. Die Vinylplatte beinhaltet eine Extended- und Instrumentalversion von Sleep Somehow.

## Inhalt
Der Liedtext zu Sleep Somehow ist in englischer Sprache verfasst; ins Deutsche übersetzt bedeutet der Titel „Irgendwie schlafen“. Die Musik und der Text wurden gemeinsam von Peter Heppner und Markus Reinhardt geschrieben. Musikalisch bewegt sich das Lied im Bereich des Synthiepop und Drum and Bass. Aufgebaut ist das Lied auf vier Strophen und einem Refrain dazwischen sowie am Ende des Liedes. Während die erste Strophe noch aus acht Zeilen besteht, bestehen die restlich nur noch aus vier Zeilen. Das Tempo beträgt 155 Beats per minute.
Inhaltlich geht es um eine Person, die sich wieder nach Nähe und Zärtlichkeit sehnt. Die Person möchte wieder Nächte mit ihrem Lebenspartner zusammen verbringen und nicht gesondert – gefühlslos – die Nacht neben ihrem Partner verweilen.
| “You leave it up to me, to sleep somehow. The anger that I feel, must leave somehow.” – Refrain, Originalauszug | „Du überlässt es mir, dass ich irgendwie zu schlafen vermöge. Der Zorn den ich empfinde, muss irgendwie weggehen.“ – Refrain, Übersetzung |

## Mitwirkende
| Liedproduktion - José Alvarez-Brill: Musikproduzent - Peter Heppner: Gesang, Komponist, Liedtexter, Musikproduzent - Daniel Krieger: Mastering (Single) - Tom Meyer: Mastering (Original) - Markus Reinhardt: Keyboard, Komponist, Liedtexter, Musikproduzent, Textdichter | Unternehmen - Indigo: Vertrieb - Master & Servant: Mastering (Original) - SST Brüggemann: Mastering (Single) - Strange Ways Records: Musiklabel - The Factory: Tonstudio |

## Rezensionen
Michael Schuh vom deutschsprachigen Online-Magazin laut.de meinte, dass Sleep Somehow als eine Art „Experiment“ angesehen werden könne, da Drum‘n’Bass-Anleihen bisher keinen Platz im „Wolfsheim-Kosmos“ fanden.